# Fairytale (chanson d'Alexander Rybak)
Pour les articles homonymes, voir Fairytale.
Singles de Alexander Rybak
Funny Little World
(2009)
Chansons représentant la Norvège au Concours Eurovision de la chanson
Hold On, Be Strong
(2008) My Heart Is Yours
(2010)
Chansons ayant remporté le Concours Eurovision de la chanson
 Believe
(2008)  Satellite
(2010)
Pistes de Fairytales
Roll With the Wind
(1) Dolphin
(3)
Fairytale (qui signifie en français « Conte de Fée ») est une chanson de 2009 écrite et composée par le chanteur et violoniste Alexander Rybak. C'est le premier single du premier album d'Alexander Rybak intitulé Fairytales. Cette chanson a remporté le Concours Eurovision de la chanson 2009 qui a eu lieu à Moscou.
Elle est intégralement interprétée en anglais, et non pas en norvégien, comme le permet la règle depuis 1999.